# 匯知專業持續教育書院

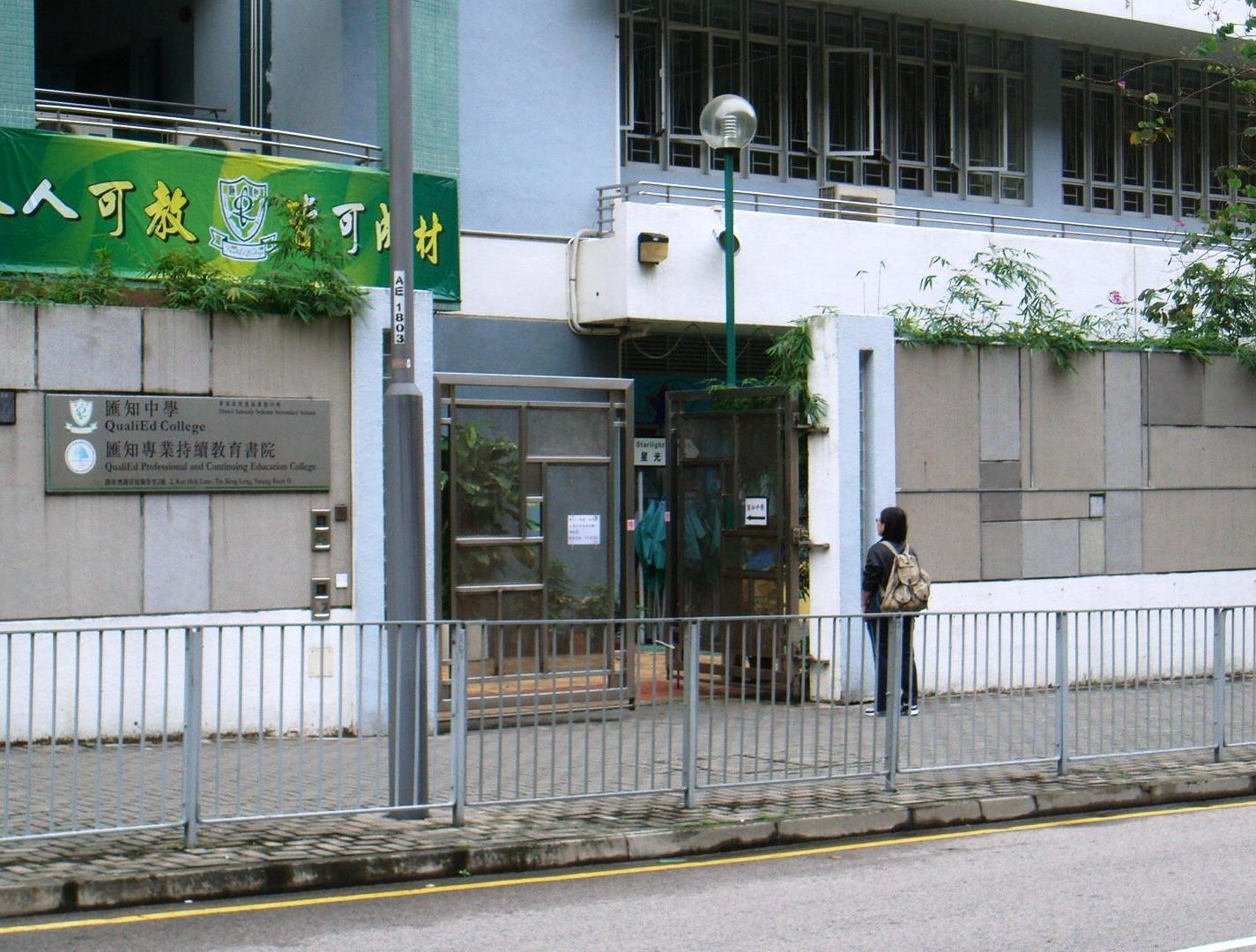
校園出入口

萬鈞匯知專業持續教育書院（英語：Man Kwan QualiEd Professional and Continuing Education College），本所位於香港將軍澳調景嶺勤學里2號，並由匯知教育機構（已改名為萬鈞教育機構）已於2000年創立，並以及推動「終身學習，自強不息」為重大使命。匯知專業持續教育書院為匯知中學附設書院。

## 聯繫網絡
- 加拿大西部大學
- 澳洲南昆士蘭大學
- 日本順天高中學校
- 中國信息科技學院
- 江西藝術職業學院
- 萬鈞匯知中學
- 萬鈞伯裘書院
- 賽馬會萬鈞毅智書院
- 伯裘持續教育書院
- 毅智持續教育書院

## 鄰近屋苑
- 健明邨
- 善明邨
- 城中駅
- 都會駅